# Светославский, Сергей Иванович
Серге́й Ива́нович Светосла́вский (1 [13] декабря 1857, Киев — 19 сентября 1931, Киев) —  украинский художник-пейзажист и карикатурист.

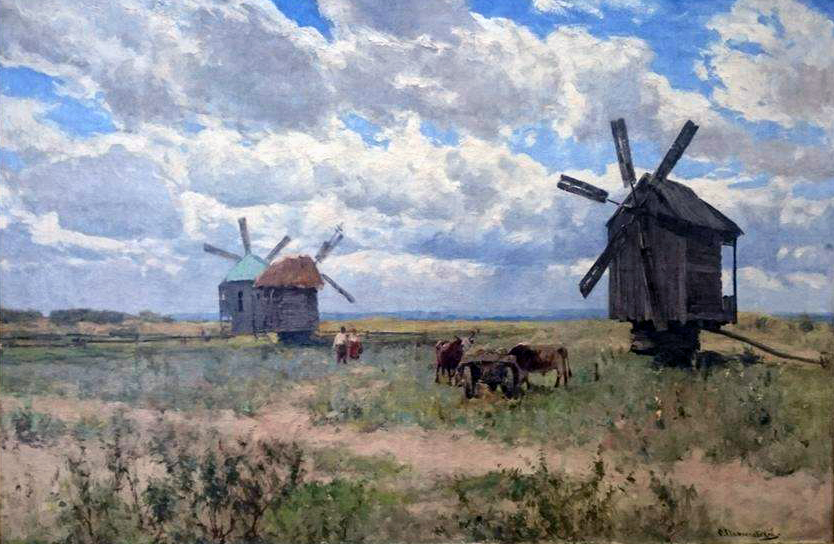
«Украинский пейзаж с мельницей» 1910-е гг. Сочинский художественный музей

## Биография

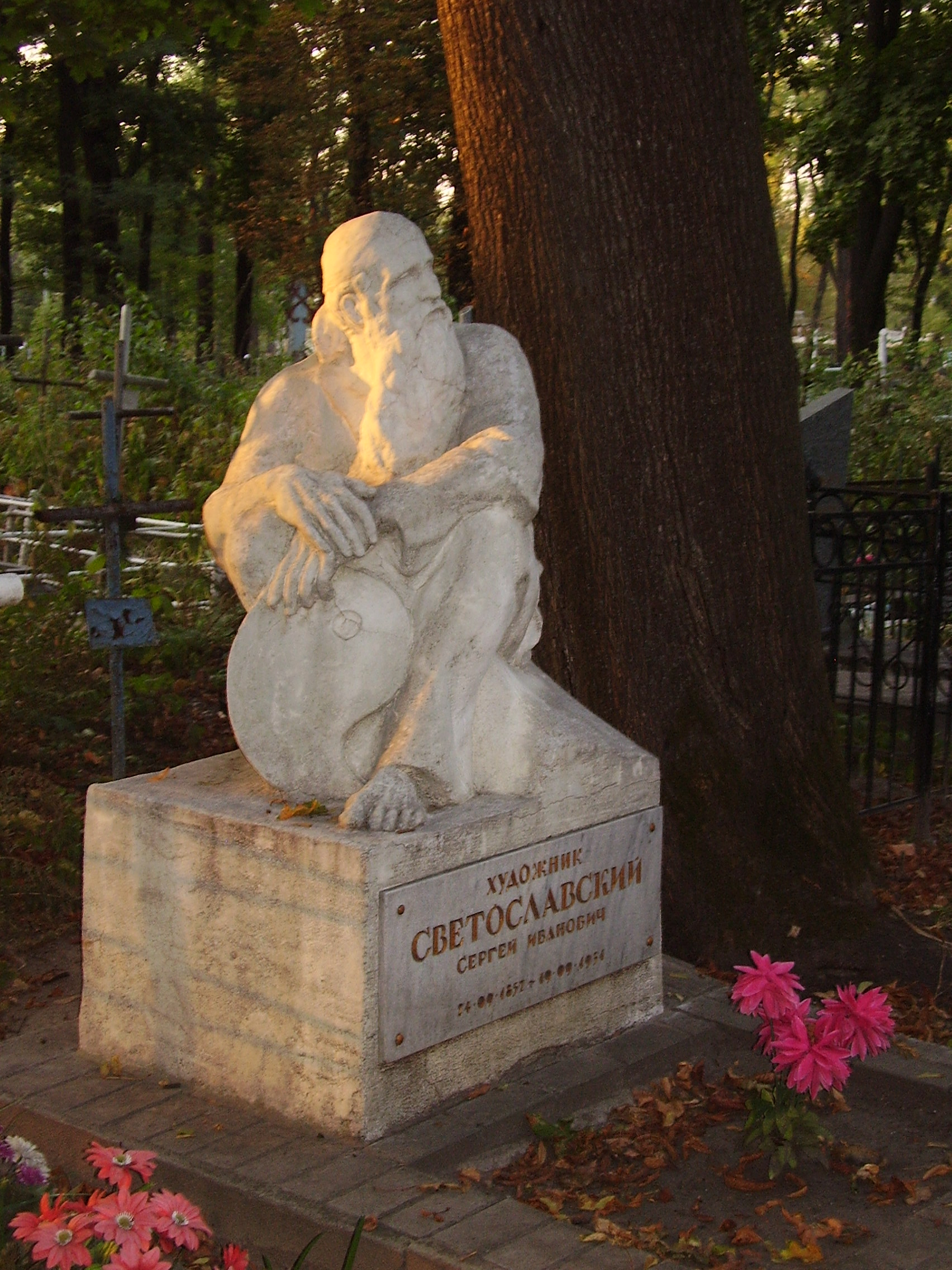
Могила Светославского

Родился в Киеве 1 (13) декабря 1857 года. Жил в Москве (1870—1883, 1890—1894) и Киеве (1884—1890, с 1895). Художественное образование получил в МУЖВЗ (1875—1883), где учился у Алексея Саврасова, Василия Перова, Евграфа Сорокина, Иллариона Прянишникова, Василия Поленова.
В 1891—1900 годах был членом Товарищества передвижников.
В 1905—1907 организовал художественную студию, где своё образование продолжили бывшие студенты Киевского художественного училища, исключённые за участие в студенческих волнениях.
В 1914 году входил в жюри конкурса на проект памятника Тарасу Шевченко в Киеве.
В связи с обострением заболевания глаз начиная с 1920-х годов и до конца жизни почти не работал как живописец.
Похоронен на Лукьяновском кладбище.

## Творчество
В 1900 году за картину «Дворик» был награждён бронзовой медалью Всемирной выставки в Париже. Работал и в области сатирической графики. Его карикатуры публиковал киевский журнал «Шершень» (1906).
Создал лирико-эпичный образ Украины, выступая в основном как художник сельской тематики. Органичное раскрытие состояния природы всегда привлекает в его работах. Он любил изображать солнечный отблеск на ослепительно белом снегу («Зимушка», «Первый снег» 1893), радостное пробуждение природы («Начало весны», 1896), разнообразие и богатство осенних красок («Осенний этюд», 1896, «Осень», 1898).

### Выставки
Участвовал в выставках:
- Товарищества передвижников с 1884 года.
- Московского общества любителей художеств (1890—1891, 1907)
- Киевского общества художественных выставок (1894, 1896)
- Всероссийской промышленной и сельскохозяйственной выставке в Нижнем Новгороде (1896)
- Товарищества южнорусских художников (1900)
- «Мира искусства» (1901—1902)
- Осенняя выставка в залах Императорской Академии художеств в Санкт-Петербурге (1907)

## Благотворительность
В 1904—1917 годах участвовал в нескольких благотворительных выставках. Среди них были выставки, проводившиеся Киевским отделом опеки о глухонемых, выставка в помощь польскому населению, пострадавшему в ходе военных действий во время Первой мировой войны, и другие.

## Память
Работы Светославского хранятся в Киевском музее украинского искусства, в Одесском художественном музее, в Третьяковской галерее в Москве, в Национальном художественном музее Республики Саха (Якутия), в Сочинском художественном музее и частных коллекциях.